# Dongdaemun History & Culture Park
Der Dongdaemun History & Culture Park ist eine Parkanlage um die Dongdaemun Design Plaza im Seouler Stadtbezirk Jongno unweit des Stadttores Heunginjimun.

## Geschichte
Auf dem Gelände befand sich seit dem Beginn der Joseon-Dynastie eine Festung als Teil der Seouler Stadtmauer Hanyangdoseong sowie das militärische Ausbildungslager Hadomateo.
Dieser Teil der Festungsmauer wurde von der japanischen Kolonialmacht 1925 abgerissen, stattdessen wurde das Mehrzweckstadion Gyeongseong errichtet, welches 1926 zur Feier der Hochzeit des japanischen Kronprinzen eröffnet wurde und Austragungsort der wichtigsten Sportereignisse während der Kolonialzeit war.
Zur Feier der Befreiung von der Kolonialherrschaft kamen am 16. August 1945 eine Viertelmillion Menschen im Stadion zusammen. Das Stadion wurde in Seoul-Stadion und später in Dongdaemun-Stadion umbenannt und war das größte Baseball-Stadion Koreas. Nach der Konstruktion des Jamsil-Stadions 1980 übernahm dieses die Rolle als Veranstaltungsort für wichtige Sportereignisse. Das Dongdaemun-Stadion wurde 2007 abgerissen und anschließend mit Ausgrabungen der alten Festungsmauer begonnen.
Der Dongdaemun History & Culture Park wurde am 27. Oktober 2009 eröffnet. Während der Bauarbeiten waren das Igansumun Water Gate (eine Schleuse aus der Zeit der Joseon-Dynastie) und die Chiseong (die älteste erhaltene Verteidigungsstellung Seouls) ausgegraben worden, neben einer Reihe weiterer historischer Fundstücke. Der ursprünglich vorgesehene Name Dongdaemun Design Plaza & Park wurde deshalb in Dongdaemun History & Culture Park geändert.
Anschließend begann die Konstruktion der von Zaha Hadid und Samoo Architects & Engineers entworfenen Dongdaemun Design Plaza, die am 21. März 2014 eingeweiht wurde.

## Sehenswürdigkeiten
- Teile der alten Stadtmauer
- Igansumun Water Gate
- Dongdaemun History Exhibition Hall
- Dongdaemun Excavation Site Exhibition Hall
- Dongdaemun Stadium Memorial Hall
- Event Hall
- Design Gallery

## Bildergalerie

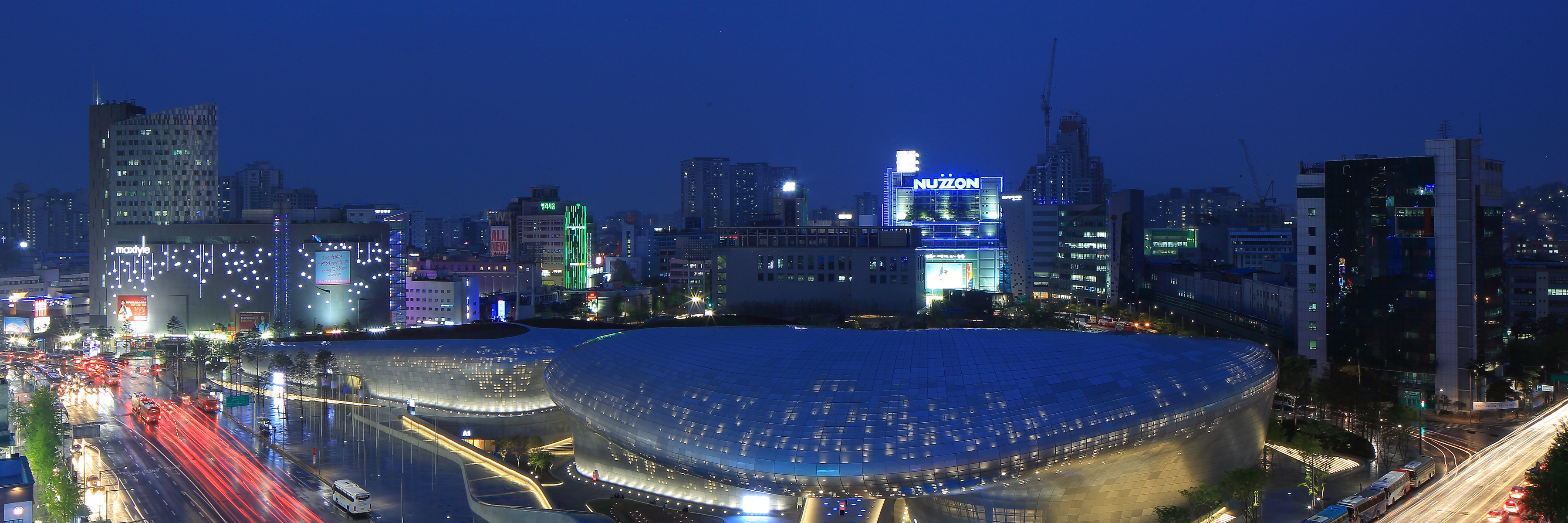
Dongdaemun Design Plaza (DDP)
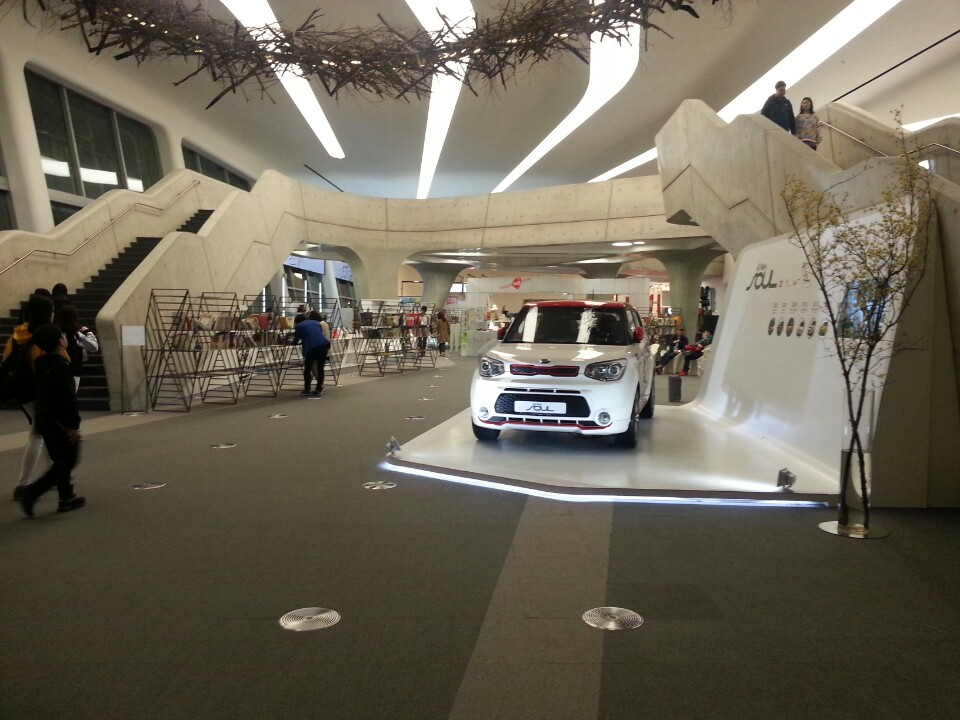
Design Lab und Kia-Ausstellung im DDP
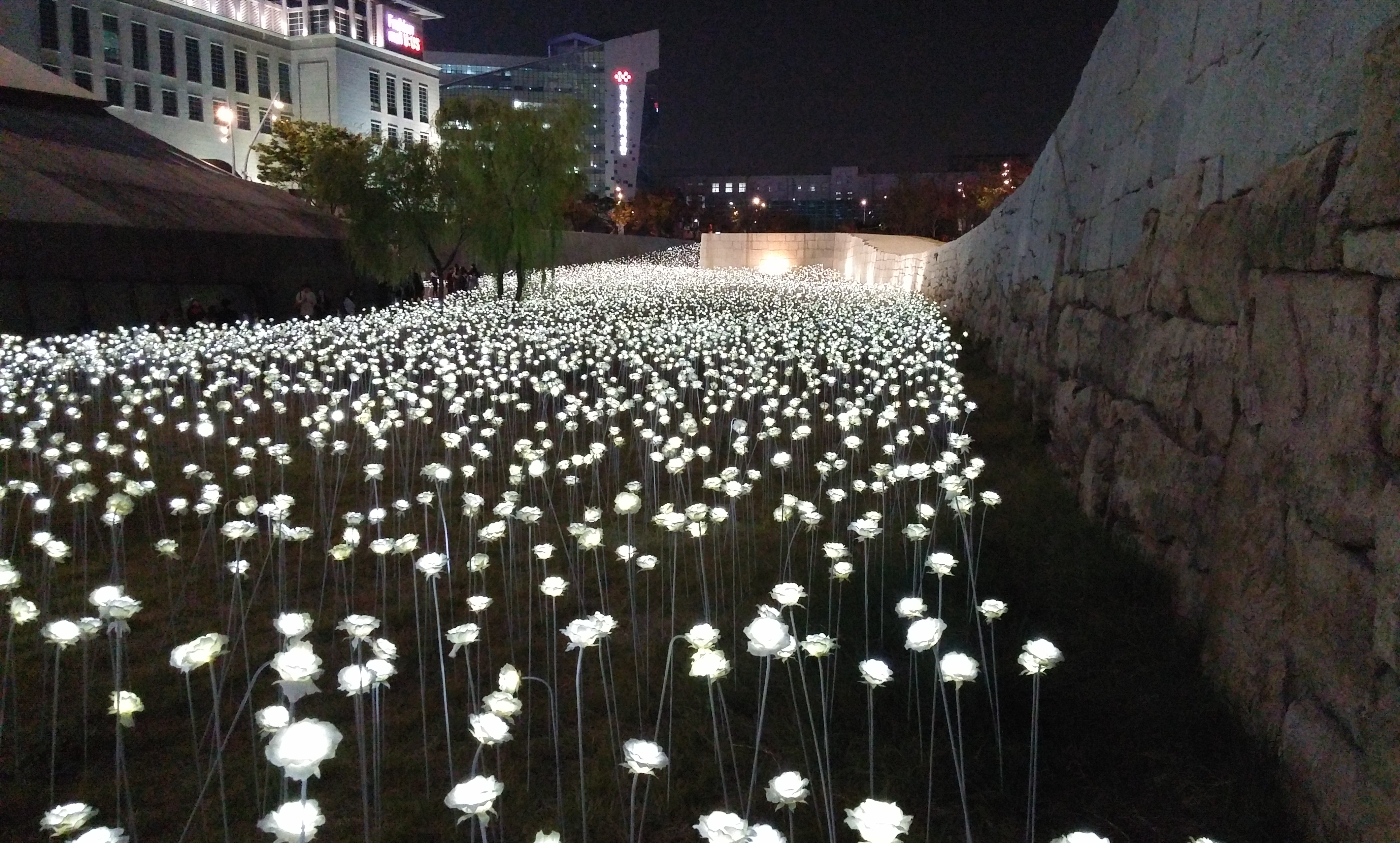
Elektronische Blumen ausgestellt am DDP